# 7 World Trade Center
El 7 World Trade Center es un edificio de la ciudad Nueva York situado cerca de donde se ubicaba el complejo del World Trade Center, en el Bajo Manhattan. El nombre, 7 World Trade Center, se refiere a dos edificios: el original, construido en 1987 y destruido en los atentados del 11 de septiembre de 2001, y el edificio actual, inaugurado en 2006. Ambos edificios fueron construidos por el promotor inmobiliario Larry Silverstein, arrendador del solar propiedad de la Autoridad Portuaria de Nueva York y de Nueva Jersey («Port Authority of New York and New Jersey»).
El 7 World Trade Center (en adelante 7 WTC) original, de planta trapezoidal, tenía una altura de 174 metros y poseía 47 pisos, el cual contaba con una fachada de granito roja. Un paso elevado de peatones conectaba el edificio con la plaza del World Trade Center. El edificio se construyó sobre una subestación de energía de Consolidated Edison (Con Ed), lo que impuso restricciones inusuales en su diseño estructural. Cuando el edificio se inauguró en 1987, Silverstein tuvo dificultades para atraer arrendatarios. En 1998, Salomon Brothers firmó un alquiler a largo plazo, convirtiéndose en el principal arrendatario del edificio. El 11 de septiembre de 2001, el edificio fue dañado por los escombros caídos cuando las Torres Gemelas se derrumbaron y su integridad estructural también fue comprometida por los incendios en su interior que ardieron esa tarde. El 7 WTC original se desplomó a las 5:20 p. m. del 11 de septiembre debido al efecto combinado de ambas causas. Curiosamente el 7 World Trade Center se ubica en la misma ubicación que el 7 WTC original ya que otros edificios como el One World Trade Center se ubica en el 6 WTC original. Y también fue el primer edificio del World Trade Center en abrir.
La construcción del nuevo 7 WTC comenzó en 2002 y finalizó en 2006. Tiene 226 metros de altura y posee 49 plantas, el cual sigue situado sobre la estación de energía antes mencionada. Ocupa una superficie menor que el edificio original, para permitir que la calle Greenwich (Greenwich Street) sea restaurada, desde TriBeCa («Triangle Below Canal Street») hasta Battery Park, atravesando la zona del World Trade Center. El nuevo edificio está limitado por las calles Greenwich (Greenwich Street), Vesey (Vesey Street), Washington (Washington Street) y Barclay (Barclay street). Un pequeño parque situado al otro lado de la calle Greenwich, ocupa parte del área de construcción del edificio original. El diseño actual del 7 WTC puso énfasis en la seguridad, con un núcleo de hormigón armado, escaleras más anchas y unos soportes de acero con una resistencia al fuego mejorada.

## Construcción original (1987–2001)

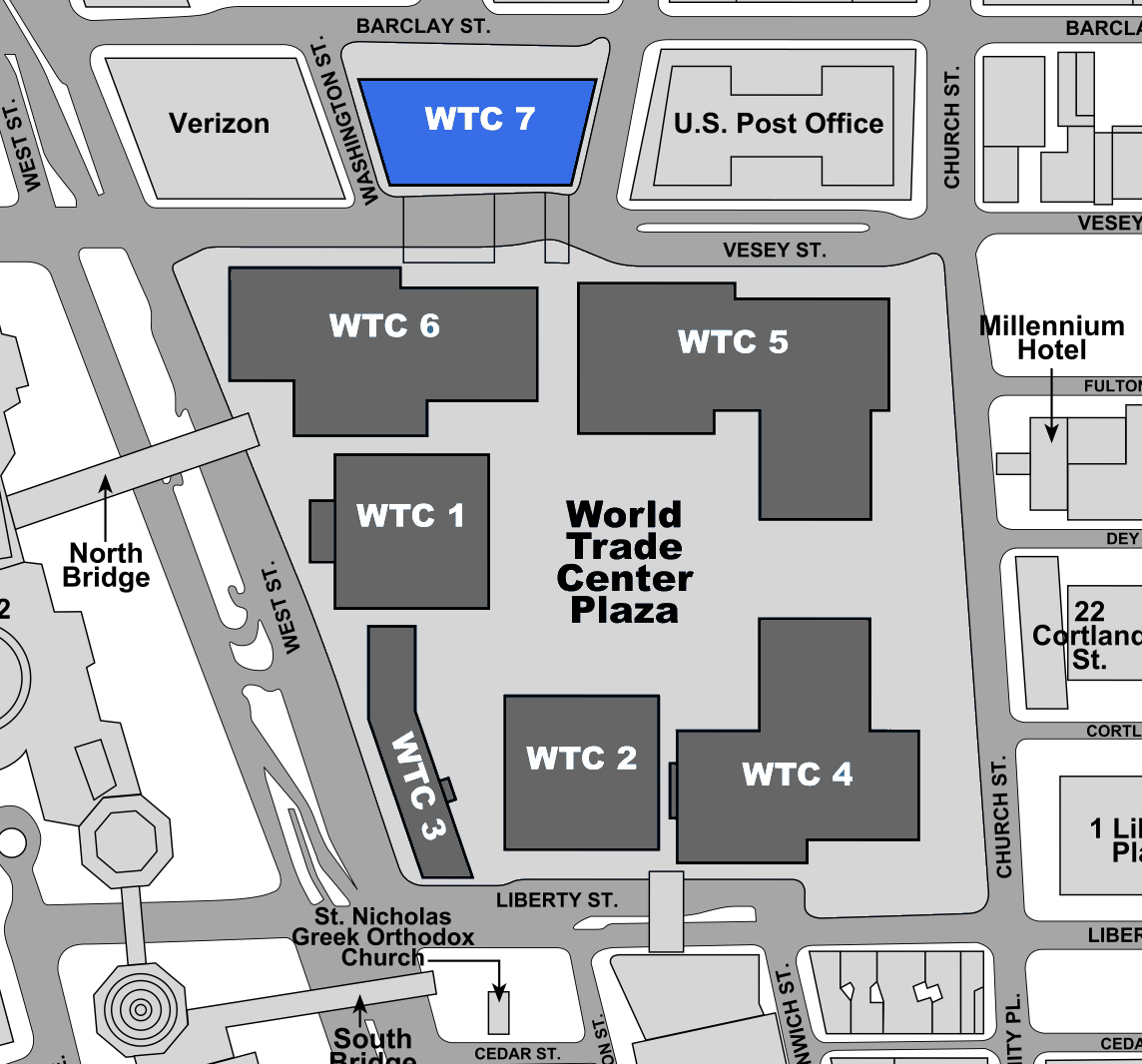
La ubicación del 7 WTC en relación con los otros edificios del complejo antes del 11 de septiembre de 2001.

El 7 WTC original fue un edificio de 47 plantas, diseñado por Emery Roth & Sons, con una fachada de granito roja. El rascacielos tenía 174 m de altura, con una planta trapezoidal de 100 m de largo y 40 m de ancho. La compañía Tishman Realty & Construction se encargó de la construcción, que se inició en 1983. La torre se inauguró en mayo de 1987, convirtiéndose en el séptimo edificio del complejo World Trade Center.
El 7 WTC se levantó sobre una estación eléctrica subterránea de la compañía Con Edison, que había sido construida en 1967. La subestación tenía una cimentación semiprofunda mediante pozos, que fue diseñada para soportar el peso de un futuro edificio de 25 plantas y 55.700 m² de construcción. Al ser el edificio del 7 WTC mayor hubo que cubrir una zona más amplia que la planeada originalmente al construir la subestación. y su diseño estructural respondió a esas características. La cimentación existente realizada en 1967 fue utilizada junto con otra nueva. En las plantas 5.ª a 7.ª, se construyó un sistema reductor de transferencia de carga, con un entramado de soportes y vigas que transfería las cargas a la base pequeña y proporcionaba estabilidad y la distribución lateral de las cargas entre la nueva y vieja cimentación. A partir de la 7.ª planta, la estructura del nuevo edificio era una típica estructura reticular, con soportes en el centro y en el perímetro, y siendo las cargas laterales resistidas por momentos en los marcos perímetrales.

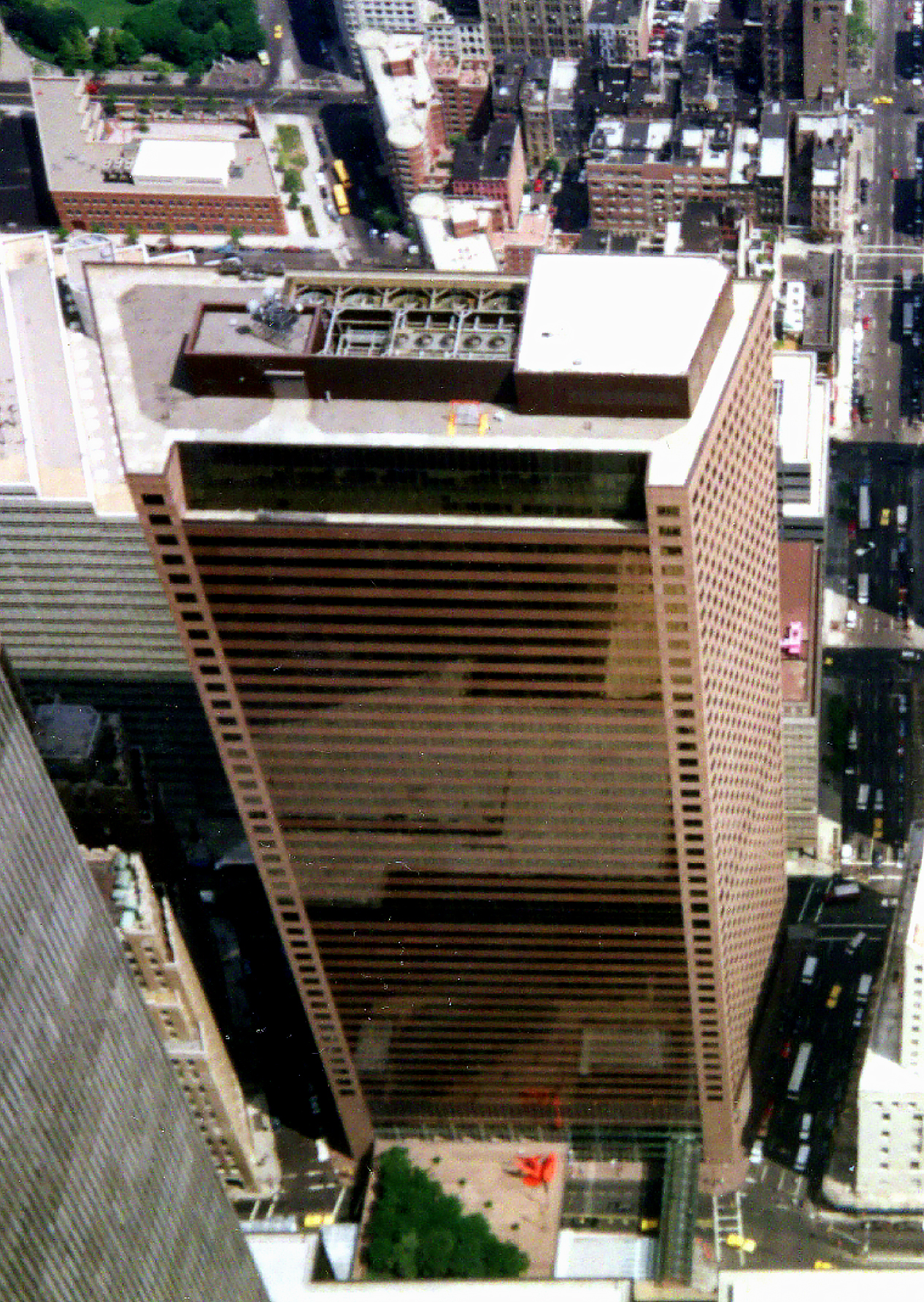
Vista del 7 WTC original desde la plataforma de observación del WTC (14 de agosto de 1992).

Celosía estructural de transferencia de carga, usada entre las plantas 5.ª y 7.ª para redistribuir la carga a los cimientos.

Una rampa de entrada y salida, que sirvió para el complejo World Trade Center, ocupó un cuarto del este de la zona del 7 WTC, el cual estaba abierto debajo de la tercera planta, proporcionando espacio para la salida de camiones en la rampa de salida. El revestimiento de protección contra el fuego de la estructura de acero era a base de un yeso Monokote, que tenía una resistencia al fuego de 2 horas para las vigas y de 3 horas para los soportes.
Las instalaciones del edificio fueron dispuestas en las plantas 4.ª a 7.ª, incluyendo 12 transformadores en la 5.ª planta, varios generadores y unos depósitos de combustible de 91.000 litros de gasoil —utilizados por la Oficina de Administración de Emergencia, Salomon Smith Barney y otros— Varios componentes para la distribución del gasoil se dispusieron en las planta bajas, hasta la novena.
Como medida de seguridad tras el atentado con explosivos del 26 de febrero de 1993 del World Trade Center, el alcalde Rudy Giuliani decidió ubicar el Centro de Orden de Emergencia y sus tanques de combustible en el 7 WTC. Y ello posiblemente también contribuyó a incrementar el riesgo del edificio en el atentado del 11 de septiembre de 2001.
Cada planta tenía 4366 m² de espacio libre para oficinas en renta, una planta mayor que la de la mayoría de los rascacielos de la ciudad. En total, el 7 WTC tenía 174.000 m² de espacio de oficina. Además, la cubierta de la torre incluía un pequeño ático al oeste y otro cuerpo de instalaciones mayor situado en la parte este. Dos puentes conectaban el complejo principal del World Trade Center con el tercer piso del 7 WTC, sobre la calle Vesey (Vesey Street),. 
En el vestíbulo del edificio había tres murales del artista neoyorquino Al Held: The Third Circle, Pan North XII y Vorces VII. Una escultura de Alexander Calder, llamada WTC Stabile (también conocida por otros nombres como The Cockeyed Propeller y Tres Alas), presidía la pequeña plaza frente al edificio.

### Arrendatarios

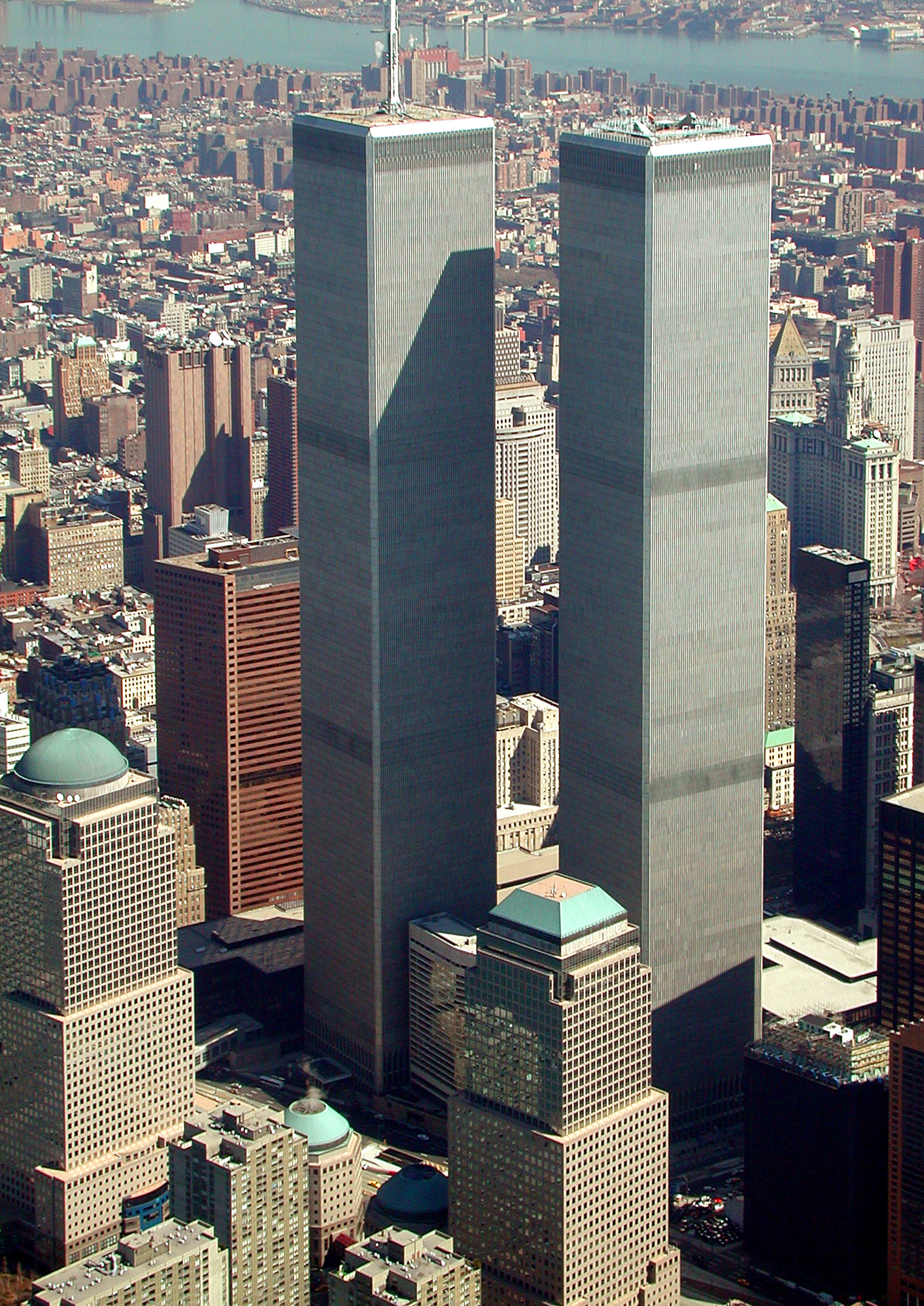
El 7 WTC, detrás, a la izquierda de las Torres Gemelas (marzo de 2001).

En junio de 1986, antes de finalizar la construcción, Silverstein firmó un contrato de arrendamiento del edificio completo con Drexel Burnham Lambert, por un plazo de 30 años y una cantidad de 3.000 millones de dólares. En diciembre de 1986, después del escándalo comercial de Ivan Boesky, Drexel Burnham Lambert canceló el alquiler dejando que Silverstein encontrara otros arrendatarios. Spicer & Oppenheim aceptó alquilar el 14% del espacio, pero solamente por periodos de un año. El Lunes Negro (19 de octubre de 1987) y otros factores adversos afectaron al mercado inmobiliario del Bajo Manhattan y Silverstein no pudo encontrar arrendatarios para el espacio restante. En abril de 1998, Silverstein había bajado el alquiler y realizado algunas otras concesiones.
En noviembre de 1988, Salomon Brothers renunció a sus planes de construir un nuevo complejo más grande en el centro de Manhattan, en Columbus Circle y, en su lugar, suscribió el alquiler, durante 20 años, de las primeras 19 plantas del 7 WTC. El edificio fue renovado en 1989 para satisfacer las necesidades de Salomon Brothers. Tres plantas del edificio debieron de ser suprimidas y sus arrendatarios realojados en otras plantas. Se habilitaron tres plantas comerciales de doble altura y se necesitaron para ello más de 350 toneladas de acero. En la quinta planta se instalaron nueve generadores diésel como parte de una central eléctrica de respaldo. «Esencialmente, Salomon está construyendo un edificio dentro de otro —y es un edificio ocupado, lo que complica la situación», declaró un representante de Silverstein Properties. El trabajo, poco habitual, fue posible porque el edificio había sido diseñado, según dijo Larry Silverstein, para permitir que «partes enteras de plantas sean retiradas sin afectar a la integridad estructural del edificio, suponiendo que alguien pudiera necesitar plantas de doble altura».
El 11 de septiembre de 2001 Salomon Smith Barney era el mayor arrendador del 7 WTC, ya que ocupaba 111.750 m² (el 64% del edificio), incluyendo las plantas 28 a 45. Otros grandes arrendatarios eran ITT Hartford (11.400 m²), el Banco internacional American Express (9.900 m²), Standard Chartered Bank (10.350 m²), la «Securities and Exchange Commission» (9.850 m²), el Concilio Regional Internal Revenue Service (8.400 m²) y el Servicio Secreto de los Estados Unidos (7.900 m²). Arrendatarios más pequeños eran la «New York City Office of Emergency Management», NAIC Securities, Federal Home Loan Bank, First State Management Group Inc., Provident Financial Management y el «United States Immigration and Naturalization Service». El Departamento de Defensa de los Estados Unidos (DOD) y la CIA compartían la planta 25 con el IRS. Las plantas 46 y 47 eran plantas técnicas de instalaciones, como lo eran también las primeras seis plantas y parte de la 7.

### Derrumbe

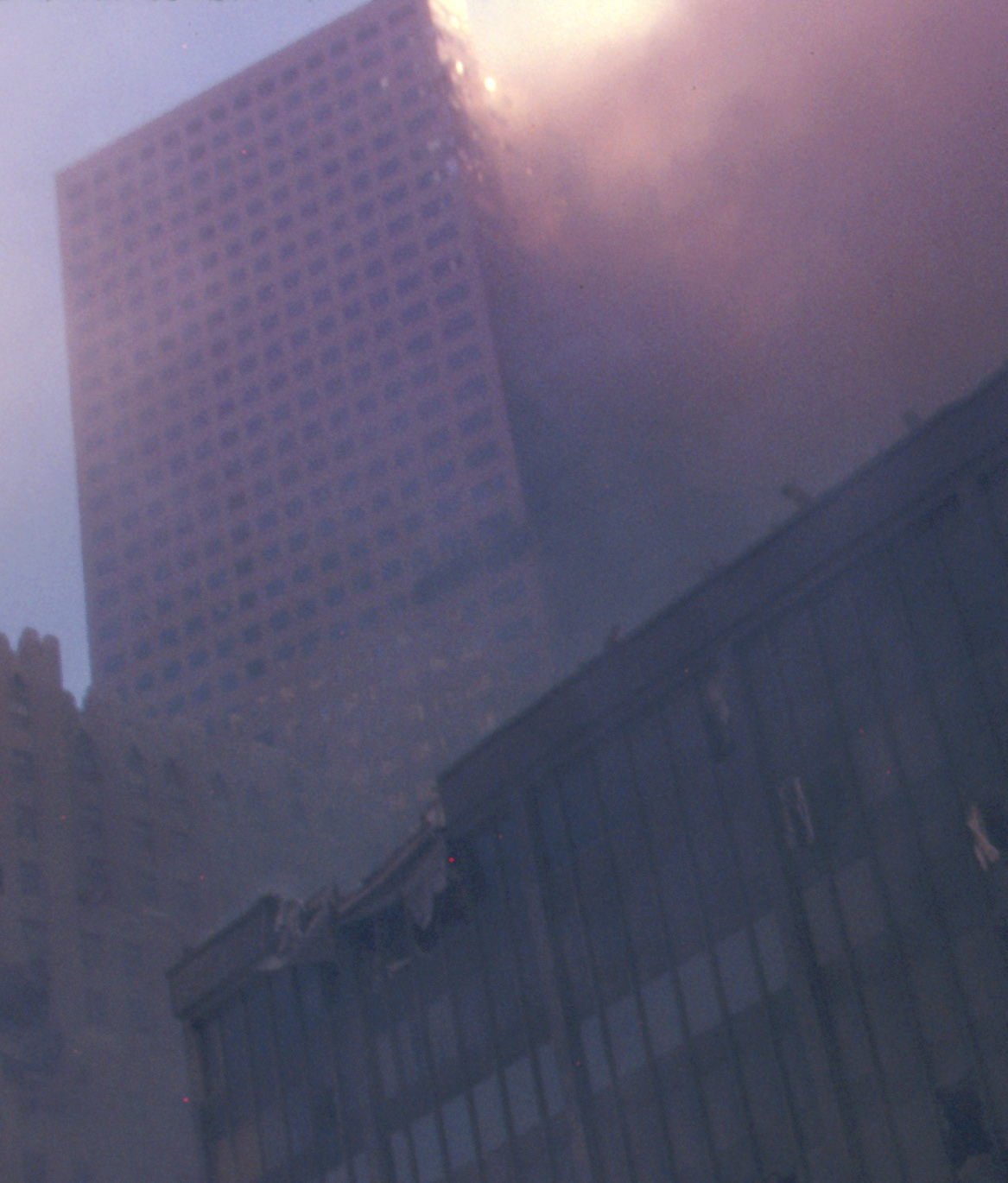
El 7 WTC en llamas tras el derrumbe de la Torre Norte.

Cuando el 11 de septiembre de 2001 la Torre Norte se desplomó, los escombros golpearon al 7 WTC, causando fuertes daños en la parte sur. La parte inferior de esa zona sur del edificio fue fuertemente afectada: daños en la esquina sureste, desde la 8.ª a la 18.ª planta; una gran grieta vertical en la parte central inferior que se extendía por lo menos diez plantas; y otros daños en plantas ya muy altas, como la 18.ª. El 7 WTC estaba equipado con un sistema de rociadores antiincendios, pero el sistema tenía muchos puntos vulnerables, entre ellos requerir la activación manual de las bombas eléctricas contra el fuego, por lo que no era un sistema completamente automático. Los controles de los rociadores en cada planta tenían apenas una sola conexión para activar las bombas y el sistema requería más potencia que el que proporcionaban las bombas para impulsar el agua. Una pérdida de energía en las bombas y los daños en la estructura supusieron el no funcionamiento de los rociadores, además de que la presión del agua era baja e insuficiente para alimentarlos.
Después del derrumbe de la Torre Norte, algunos bomberos entraron al 7 WTC para revisar el edificio. Procuraron extinguir cualquier resto de fuego, pero la baja presión del agua entorpeció sus esfuerzos. Un gran fuego ardió en la tarde en las plantas 11.ª y 12.ª y las llamas fueron visibles desde la zona este del edificio. Durante la tarde, fueron vistas llamas en las plantas 6.ª a 10.ª, 19.ª a 22.ª y 29.ª y 30.ª. Aproximadamente a las 2:00 p. m., los bomberos advirtieron una protuberancia en la esquina suroeste del 7 WTC, entre las plantas 10.ª a 13.ª, lo que era una señal de que el edificio era inestable y podía desplomarse. Esa misma tarde los bomberos también escucharon crujidos viniendo del edificio. Cerca de las 3:30 p. m. y, dado que el 7 WTC posiblemente se desplomaría, Daniel Nigro, jefe del FDNY, decidió suspender las operaciones de rescate, la retirada de restos y la búsqueda entre los escombros en las proximidades del edificio, evacuando el área para garantizar la seguridad del personal. A las 5:20 p. m., el 7 WTC se desplomó, pero ya había sido evacuado, por lo que no hubo ninguna muerte.
En mayo de 2002 la Agencia Federal Administradora de Emergencias (FEMA) publicó un informe acerca del derrumbe, basándose en una investigación preliminar realizada conjuntamente con el «Instituto General de Ingeniería» («Structural Engineering Institute») de la «Sociedad Americana de Ingenieros Civiles» («American Society of Civil Engineers»), bajo la dirección de W. Gene Corley, P.E. La FEMA elaboró unas conclusiones preliminares indicando que el desplome no fue causado únicamente por el daño que ocasionaron los derrumbes de las Torres Gemelas, sino también por el fuego iniciado en diferentes lugares por la caída de escombros de las Torres Gemelas, y que continuaban ardiendo debido a la falta de agua en los rociadores y de medidas contrafuego manuales. Los elementos estructurales estuvieron expuestos a altas temperaturas durante un tiempo suficiente para ver reducida su capacidad de carga hasta el punto de provocar el desplome. El informe no elaboró conclusiones finales acerca de la causa del desplome pero sí señaló varios puntos que requerían una investigación más detallada. La FEMA concluyó:

La pérdida de la integridad estructural fue probablemente resultado de la debilidad causada por el fuego en las plantas 5.ª a 7.ª. Las especificaciones en los incendios del WTC 7 y cómo ellos causaron que el edificio desplomara permanecen desconocidos en este momento. Aunque el Diesel total en los locales contuvieran energía potencial masiva, la mejor hipótesis tenía sólo una poca probabilidad de que ocurriese. Una investigación más detallada y análisis son necesarios para resolver este asunto.
 [Ch. 5, P. 31.]

Como respuesta a la preocupación de la FEMA, se encomendó al Departamento de Comercio del Instituto Nacional de Estándares y Tecnología (National Institute of Standards and Technology o NIST) dirigir una investigación sobre el fallo estructural y el desplome de las Torres Gemelas y el 7 WTC. La investigación, dirigida por el doctor S. Shyam Sunder, duró 3 años y tuvo un coste de 16 millones de dólares. No fue una investigación pericial interna sino que contó con el asesoramiento de varias instituciones privadas externas, como el «Instituto de Ingeniería Estructural de la Sociedad Americana de Ingenieros Civiles» (SEI/ASCE), la «Sociedad de Ingenieros de Protección del Fuego» (SPFE), la «Asociación Nacional de Protección del Fuego» (NFPA), el «Instituto Norteamericano de Construcciones de Acero» (AISC), el «Ayuntamiento en Edificios Altos y Hábitat Urbano» (CTBUH) y la «Asociación de Ingenieros Estructurales de Nueva York» (SEAoNY).

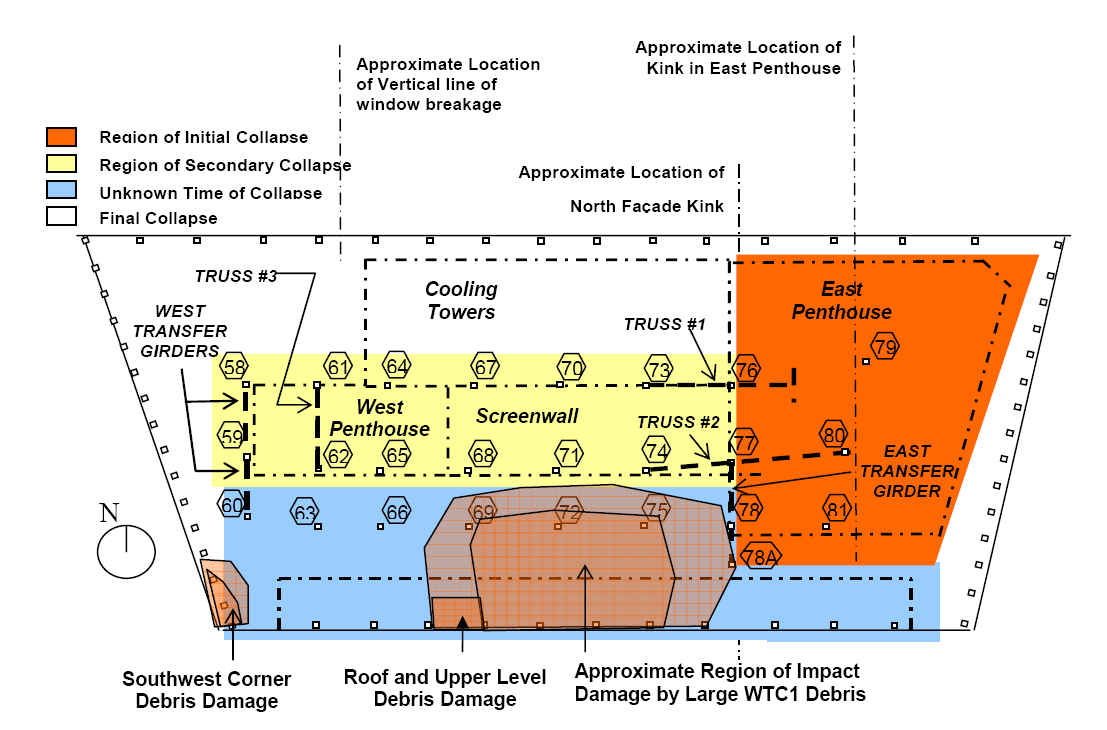
Planta en donde se ve el progreso del desplome, con los fallos estructurales iniciándose en las plantas bajas, en el lado este del edificio, y su progresión vertical hasta la planta de instalaciones del ático del lado este.

Algunas fotos y videos existentes muestran el daño ocasionado en la parte sur del 7 WTC el 11 de septiembre. Por ejemplo, desde un helicóptero, ABC News obtuvo imágenes de la fachada sur del 7 WTC que muestran una grieta profunda, que se extiende aproximadamente unas 10 plantas. El NIST sacó un video y una secuencia de fotos del 7 WTC antes de su desplome que parecían indicar la existencia de daños estructurales mayores que los originalmente supuestos por el FEMA, y que estaban directamente ocasionados por la caída de escombros. Expresamente, el informe provisional del NIST sobre el 7 WTC presentaba fotografías de la fachada suroeste del edificio que mostraban daños significativos. El informe destaca una grieta de 10 plantas en el centro de la fachada sur, que se extiende hacia el interior aproximadamente un cuarto de su anchura. Un aspecto único del diseño del 7 WTC, era que cada columna estructural exterior, era responsable de soportar 186 m² de superficie de la planta, sugiriendo que la eliminación simultánea de un número de columnas comprometió severamente la integridad de la estructura. Coherente con esta teoría, los nuevos materiales mostraban grietas y una inclinación de la fachada este del edificio inmediatamente después del desplome, que empezó en las plantas de los áticos. En el video del desplome, tomado desde el lado norte por la CBS News y otros medios de comunicación, el primer signo visible del desplome es el movimiento en el ático 8.2, segundos antes de que la fachada norte comenzara a desplomarse, y que duró por lo menos otros 7 segundos.

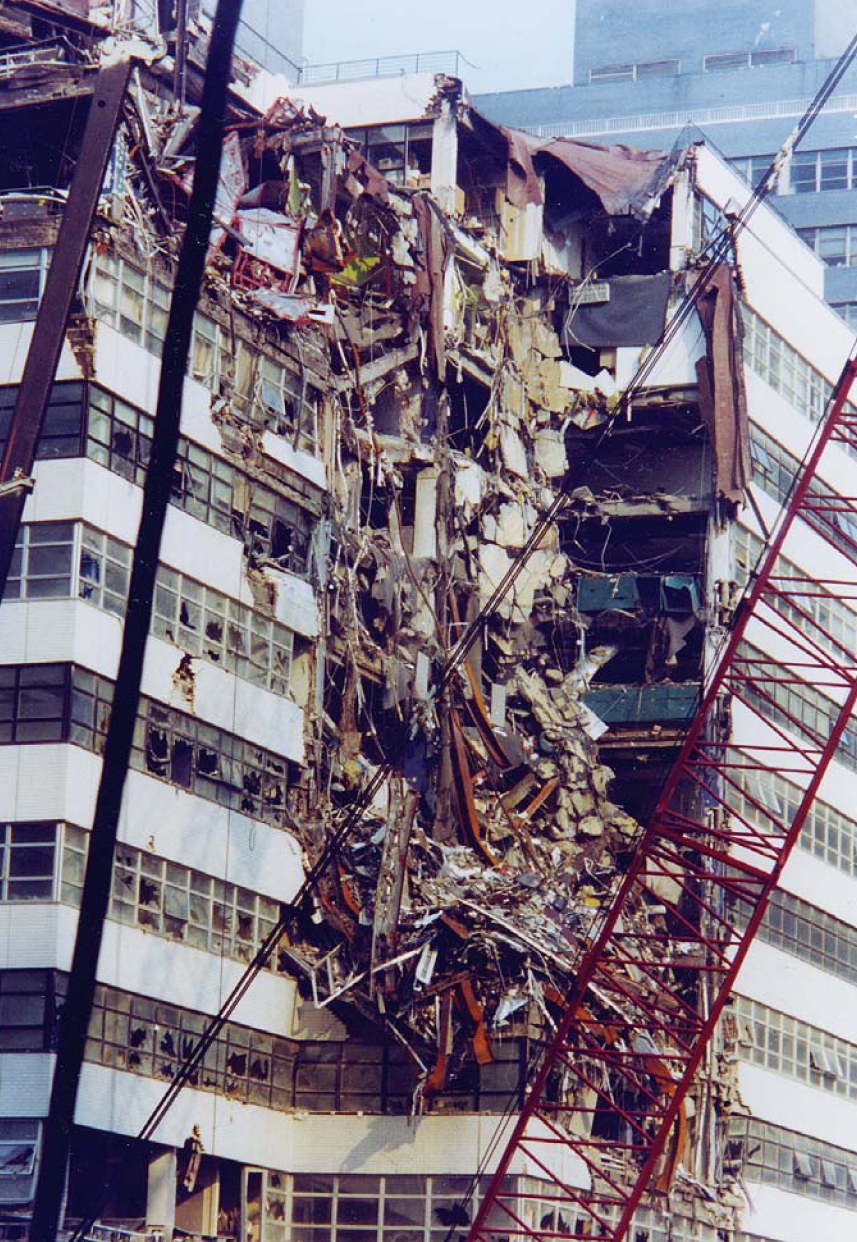
El BMCC Fiterman Hall fue seriamente dañado por el derrumbe del 7 WTC (en reconstrucción).

En junio de 2004 se publicó un informe sobre el avance de la investigación, resumiendo la hipótesis en la que el NIST trabajaba. La hipótesis, reiterada en junio de 2007 en una actualización del informe, era un fallo inicial en un soporte crítico situado bajo la 13.ª planta, causado por el fuego y/o los escombros de las Torres Gemelas. El desplome progresó verticalmente hasta la planta de instalaciones del ático este. La estructura interior fue incapaz de soportar la redistribución de la carga, provocando la progresión horizontal del fallo a las plantas bajas, especialmente de la 5.ª a la 7.ª. Esto tuvo como resultado «un desplome desproporcionado de la estructura entera».
El NIST anticipó la publicación de un borrador de la investigación del 7 WTC en el 2008. El NIST utilizó ANSYS para modelar los acontecimientos que llevaron al inicio del desplome y modelos LS-DYNA para simular la reacción global para los acontecimientos iniciados. La investigación del 7 WTC se ha demorado por numerosas razones, una de ellas fue que parte del personal del NIST que había estado trabajando en la investigación del 7 WTC fue reasignada a tiempo completo, de junio de 2004 a septiembre de 2005, para trabajar en la investigación del desplome de las Torres Gemelas. En junio de 2007 el NIST explicó: «Avanzamos tan rápidamente como es posible, mientras estamos probando y evaluando rigurosamente una gran variedad de escenarios para alcanzar la conclusión lo más definitiva posible. La investigación del 7 WTC es, en algunos aspectos un desafío, si no mayor, como el de las torres. Sin embargo, el estudio actual se beneficia mucho de los avances tecnológicos significativos logrados y de las lecciones aprendidas de nuestro trabajo en las torres».
Algunos partidarios de teorías conspirativas creen que los desplomes del 11 de septiembre, incluyendo el del 7 WTC, fueron el resultado de unas demoliciones controladas. El NIST «no ha encontrado evidencia de una explosión ni eventos de una demolición controlada». En su informe final del 7 WTC querían «determinar la magnitud de los diferentes escenarios de la hipotética explosión que podrían haber llevado al fracaso estructural de uno o más elementos críticos».
Cuando el 7 WTC se desplomó sus escombros causaron un daño sustancial y la ruina del edificio «Borough of Manhattan Community College's Fiterman Hall», situado en el número 30 Oeste de Broadway (30 West Broadway). El edificio fue reconstruido en agosto de 2007. Otro edificio adyacente, el Verizon Building, una torre estilo art deco construida en 1926, sufrió grandes daños en su fachada este por el desplome del 7 WTC, aunque pudo ser restaurada con un coste de las obras de 1400 millones de dólares.

## Reconstrucción

### Diseño

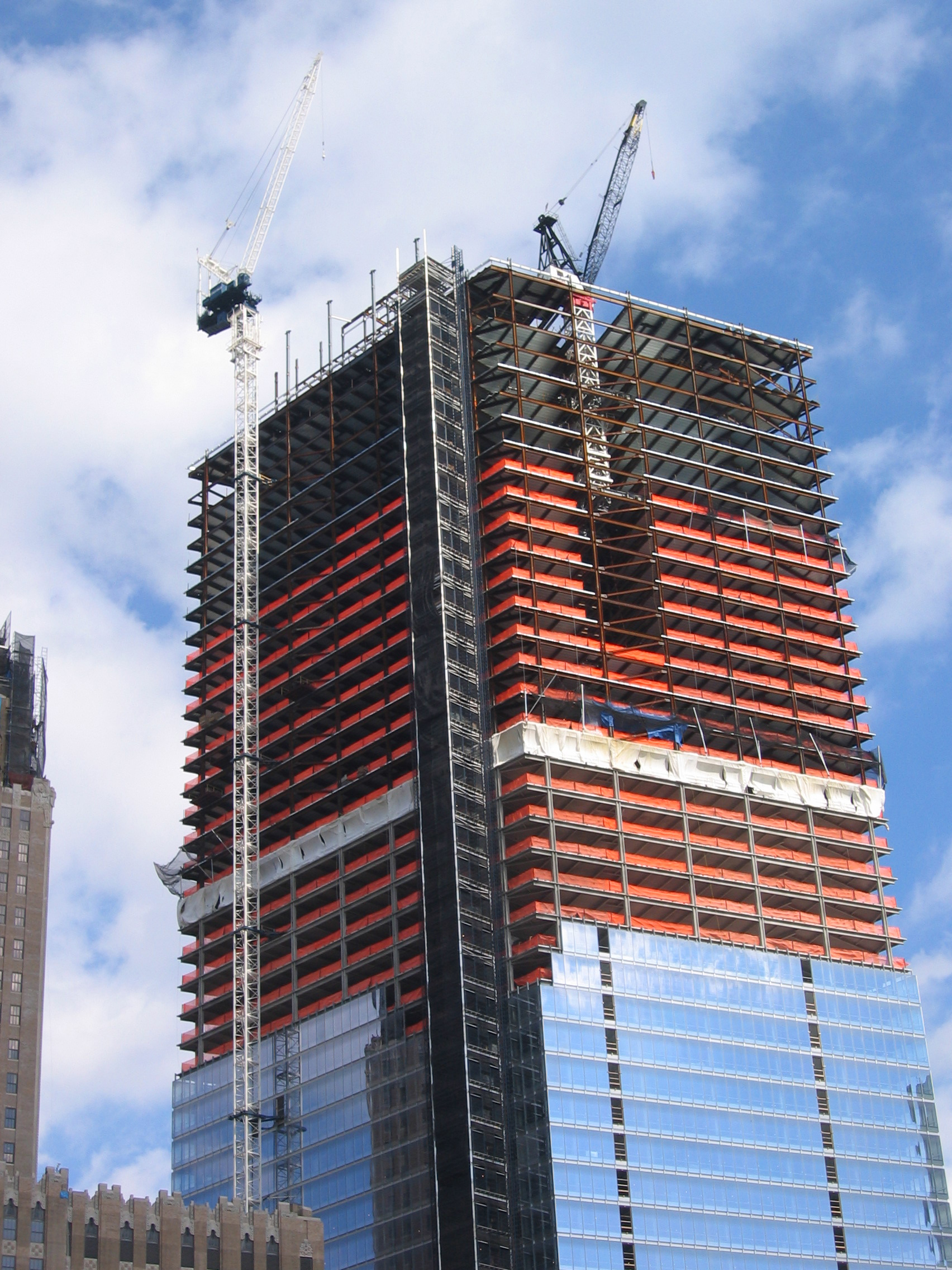
El 7 WTC en construcción (octubre de 2004).

El nuevo 7 WTC tiene 49 plantas y una altura de 226 m. El edificio cuenta con 42 plantas de espacio para alquilar, empezando en la 11.ª planta, y con un total de 158.000 m² para oficinas. Las primeras diez plantas siguen albergando la subestación eléctrica que suministra energía a gran parte del Bajo Manhattan. Debido a que la torre de oficinas tiene una zona más estrecha en el nivel del suelo que su predecesora, la calle Greenwich puede ser remodelada en un esfuerzo por reunir TriBeCa («Triangle Below Canal Street.») y el Distrito Financiero.

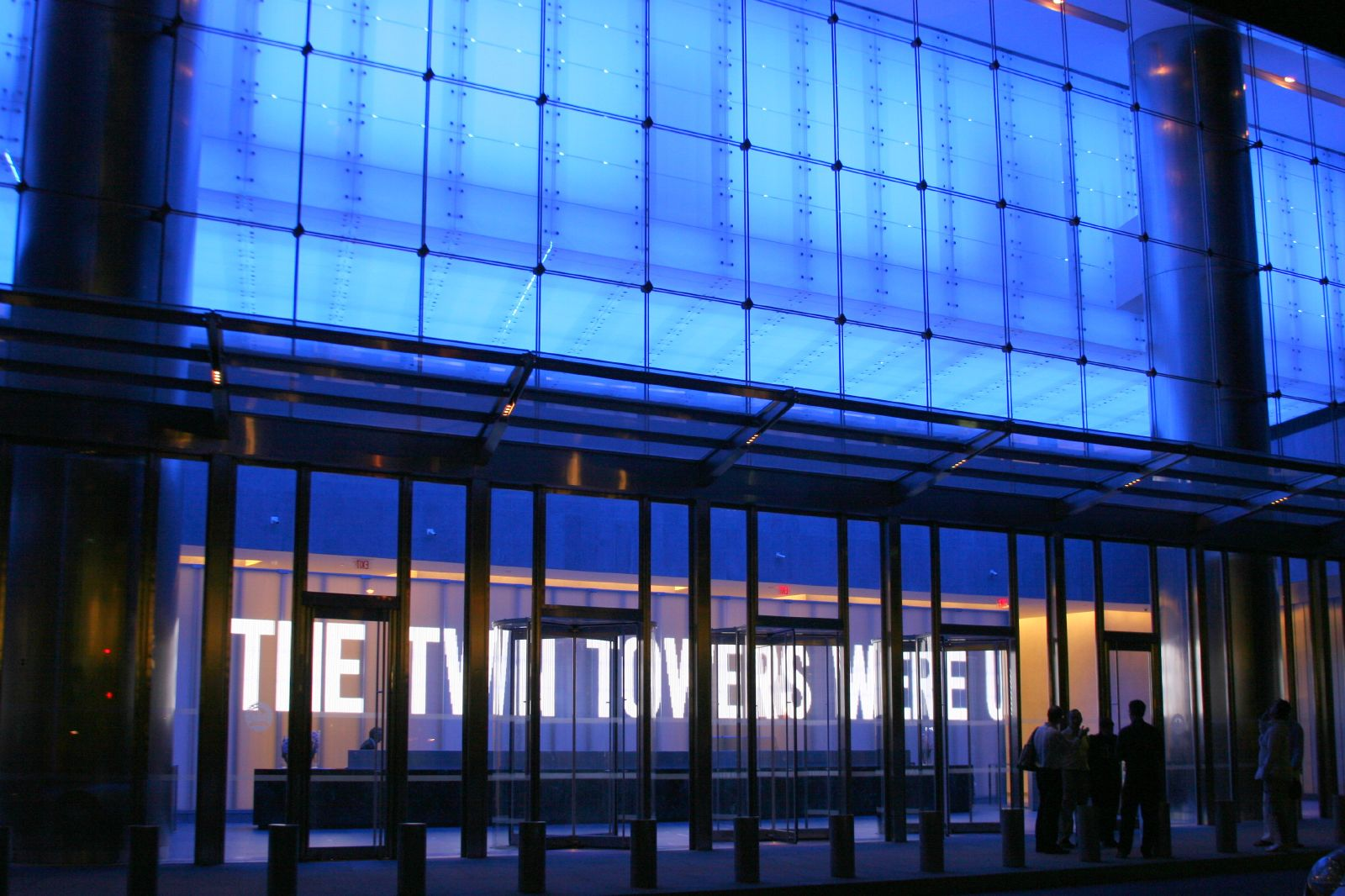
El nuevo 7 WTC, con las luces azules en el vestíbulo. Al fondo, se muestra el panel donde está un texto rotatorio.

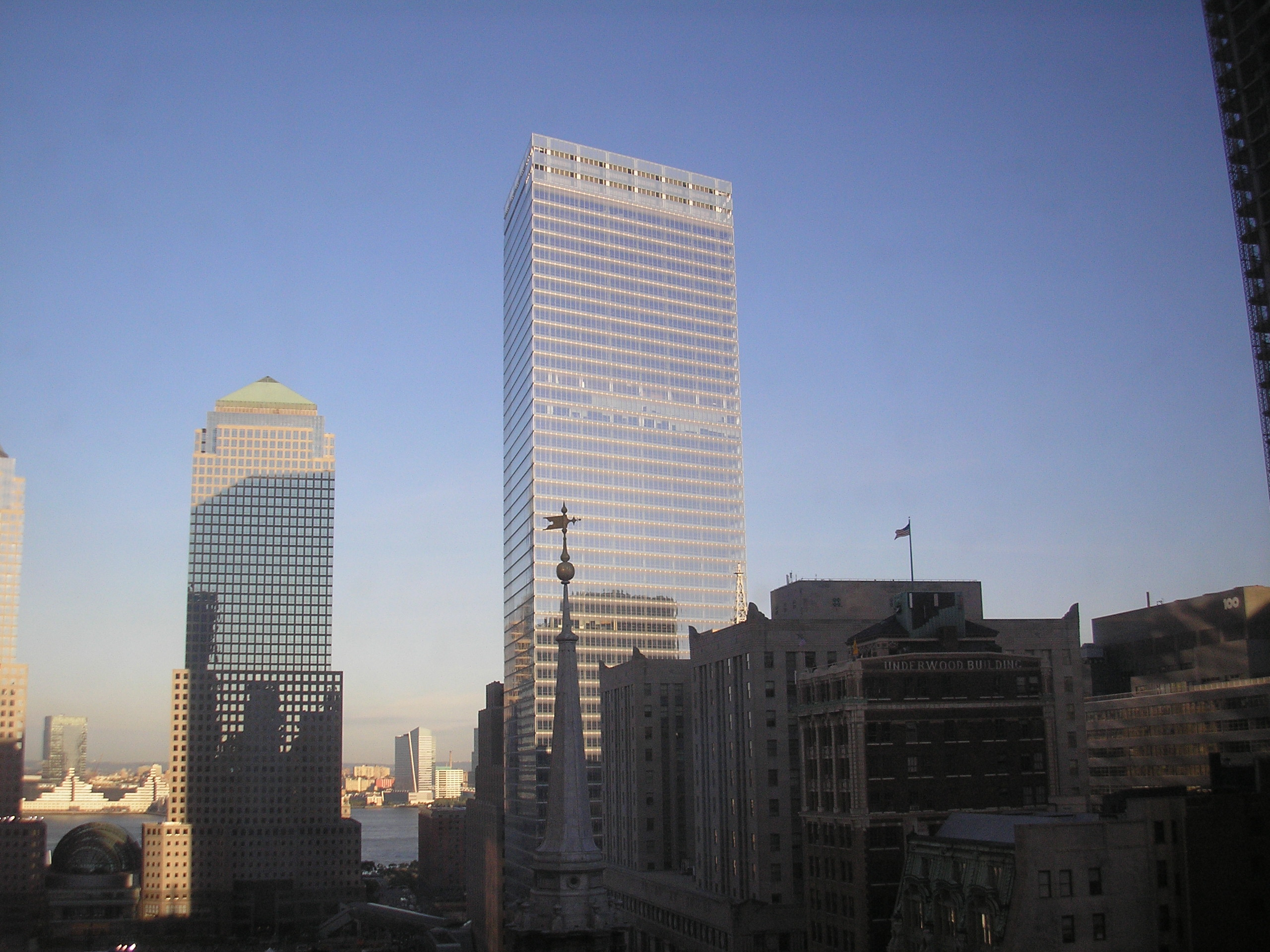
El nuevo 7 WTC, en el quinto aniversario de la tragedia.

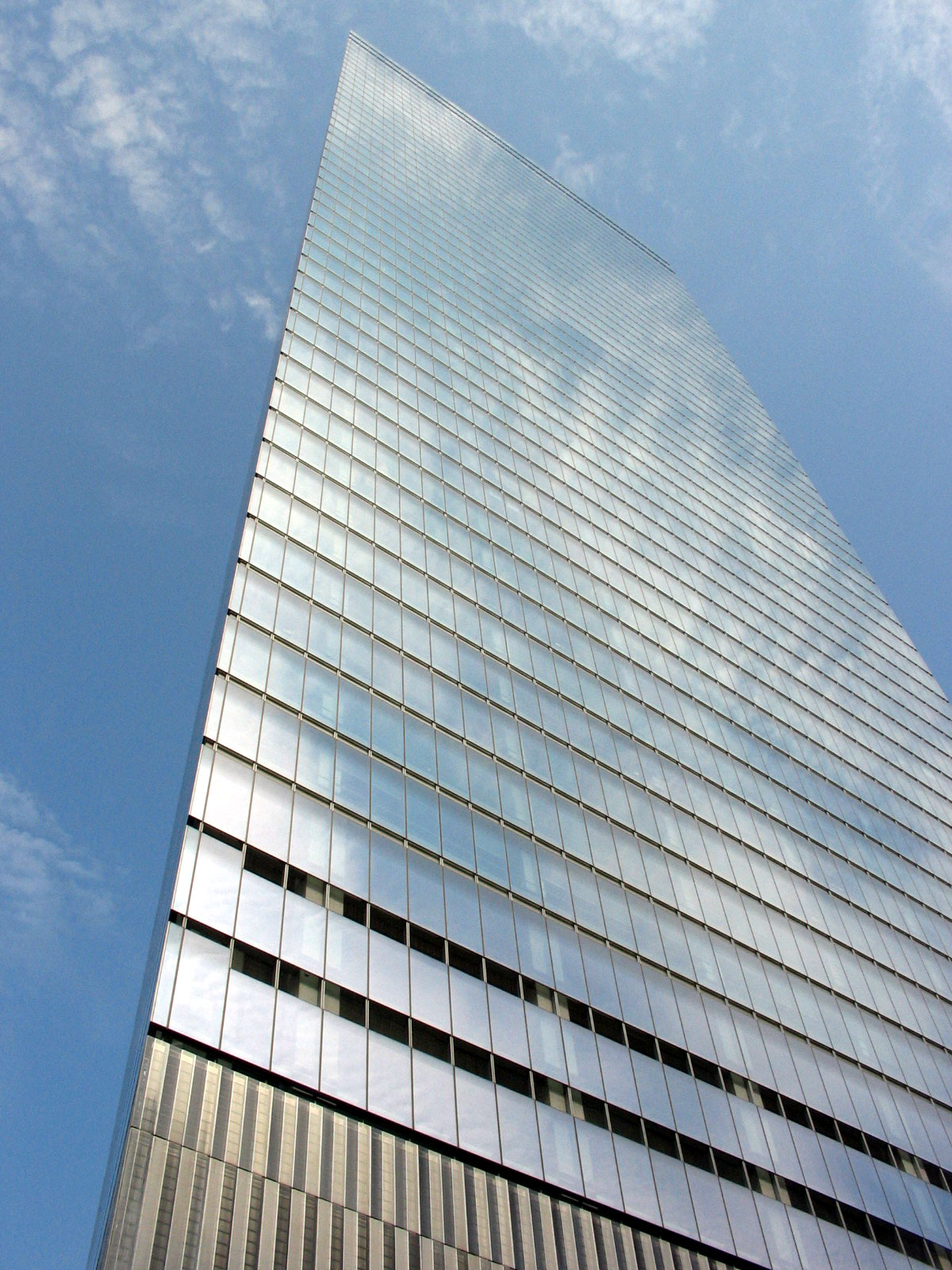
Vista desde abajo del 7 WTC, julio de 2007.

El arquitecto David Childs trabajó conjuntamente con el artista del vidrio James Carpenter para diseñar la fachada inferior del edificio, la parte correspondiente a la central eléctrica. El diseño contempla el uso de pesados vidrios laminados —reforzados para el calor y que superan altos requerimientos en explosiones— ultra claros, de bajo contenido en hierro, lo que proporciona una gran reflexión y transmisión lumínica. A ello ayuda la disposición detrás del vidrio de unas láminas de acero inoxidable —de tipo 316, con alto contenido en molibdeno, altamente resistente a la corrosión— que además de ayudar a reflejar la luz del sol proveen ventilación para la maquinaria interior. Durante el día este «muro cortina» refleja la luz y en la noche se ilumina con luces LED de color azul.
La artista Jenny Holzer creó una gran instalación artística en el muro cortina del lobby, que durante el día proporciona luz blanca al vestíbulo y en la noche se convierte también en un gran cubo de luz azul. Toda la pared —de 20 m de ancho y 4 m de altura— cambia de color según la hora del día y en el atardecer va cambiando lentamente del violeta hasta volverse azul. Holzer creó también un dispositivo que proyecta un texto luminoso resplandeciente sobre unos anchos paneles de plástico. Holzer trabajó con la esposa de Silverstein, Klara Silverstein, para elegir el texto proyectado, seleccionando ambas los poemas. El muro cortina está reforzado estructuralmente como medida de seguridad.

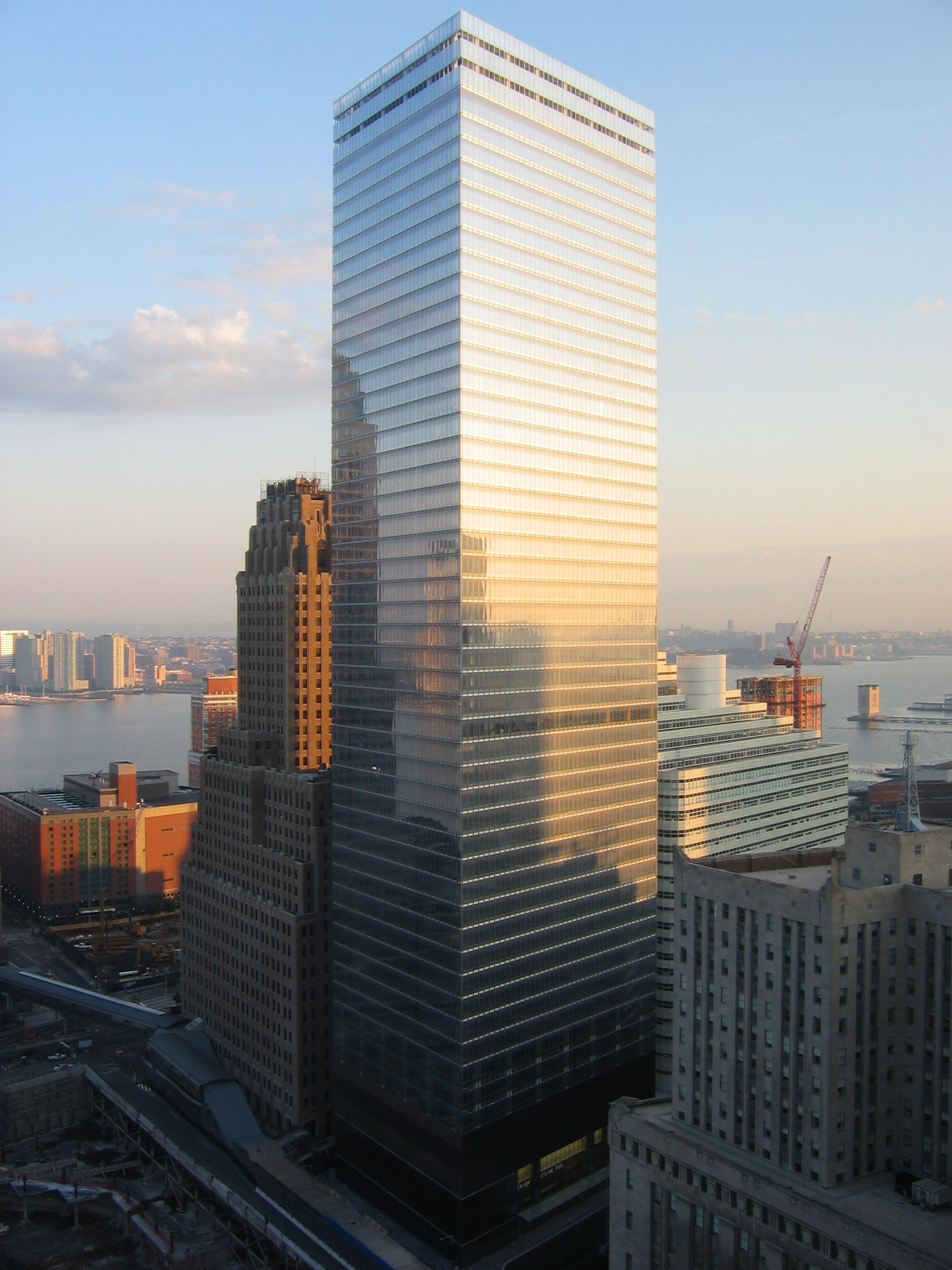
El 7 WTC, durante el atardecer.

El edificio está siendo promovido como el rascacielos más seguro de los Estados Unidos. Según Silverstein Properties, dueña del nuevo 7 WTC, «incorporará un aumento de las condiciones de seguridad que se convertirá en el prototipo para la construcción de nuevos rascacielos». La torre cuenta con un ascensor y escaleras a prueba de fuego, protegidos por un cerramiento de 60 cm de hormigón armado. La construcción original utilizaba solo láminas de yeso para proteger esos elementos. Las escaleras son más anchas que en el 7 WTC original para permitir una rápida evacuación. Los soportes de acero están revestidos con una protección contra el fuego muy gruesa, que consiste en un producto basado en cemento portland de media densidad, que se adhiere bien a los soportes, además de otras ventajas como un tipo alternativo de rociadores y el uso de otros materiales resistentes al fuego.
El 7 WTC está equipado con ascensores Otis. Después de pulsar el número de la planta de destino en un teclado del vestíbulo, los pasajeros son agrupados y dirigidos al ascensor específico que se detendrá en la planta seleccionada (debido a que no hay botoneras en los ascensores). Este sistema está diseñado para reducir la espera del ascensor y el tiempo de viaje. Así mismo, los ascensores están integrados con el sistema de admisión del vestíbulo y un lector de tarjetas que identifica la planta en la que las personas trabajan. Así, cuando la persona entra, puede llamar automáticamente al ascensor para dirigirse a la planta indicada.
En conjunto con Scott Chrisner de Chrisner Group, Tishman apoyó la nominación al LEED de oro («Leadership in Energy and Environmental Design») para el 7 WTC bajo el Liderazgo del Green Building Council's en el programa Energy and Environment. La certificación denominaría al 7 WTC como la Primera Torre Verde de Oficinas de la ciudad de Nueva York (7 World Trade Center New York City's First ‘Green’ Office Tower). Cerca del 30 por ciento del acero estructural usado en el edificio es acero reciclado. El agua de lluvia es recogida y usada para el riego del parque y para enfriar la torre. Entre otras características de diseño sostenible, destaca el que el edificio está concebido para permitir la entrada de luz natural en abundancia; el que el consumo eléctrico se factura individualmente a los arrendatarios para alentarlos a ahorrar energía; el que el vapor de la calefacción se reutiliza para generar electricidad para algunos sistemas del edificio y el uso de materiales reciclados para el aislamiento y acabados interiores.

### Construcción

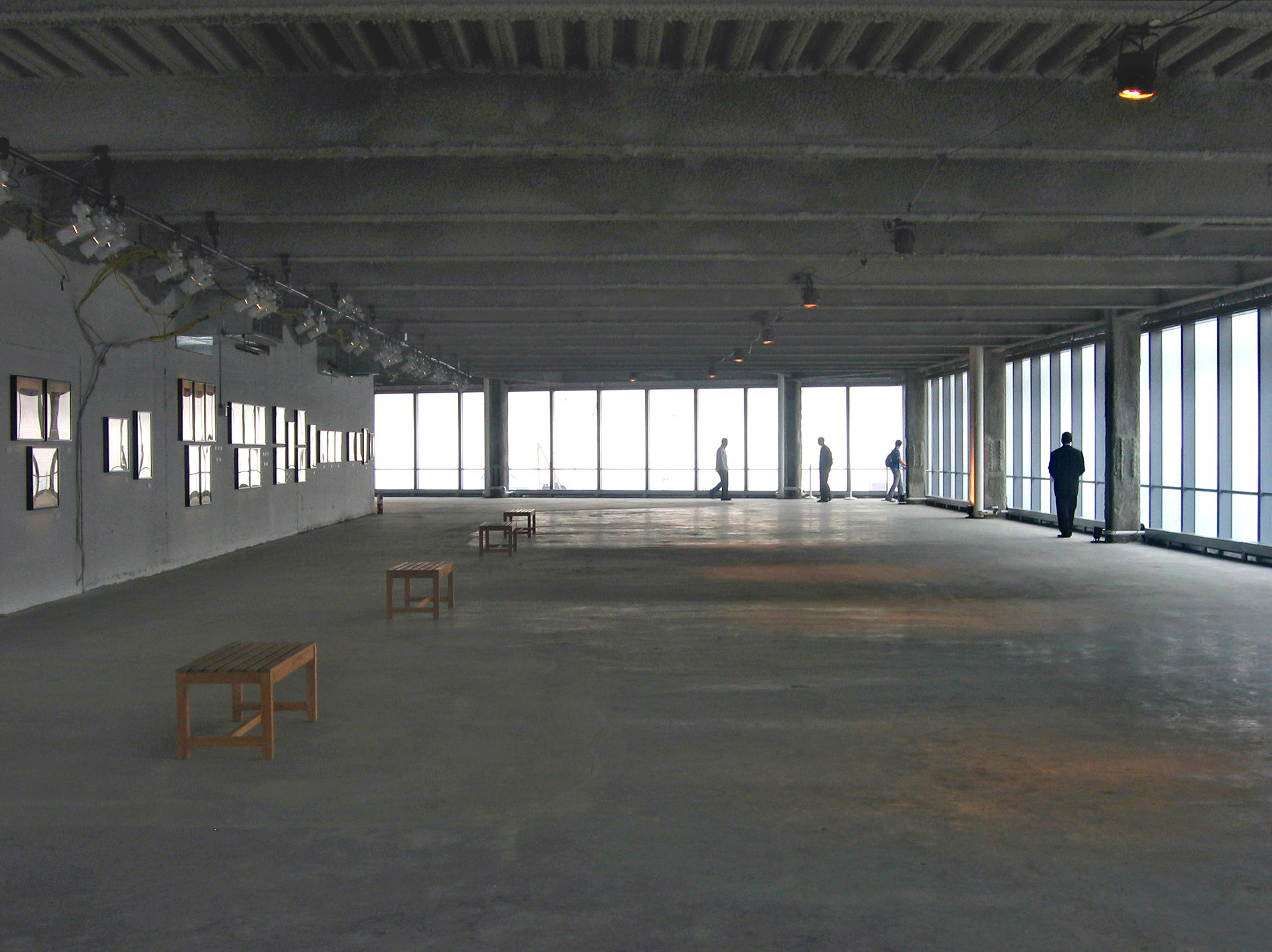
Vista de la planta 45.ª del 7 WTC, antes de ser modificada y alquilada para las necesidades de los arrendatarios.

La Corporación Tishman Construction de Nueva York, comenzó a trabajar en el nuevo 7 WTC en 2002, poco después de que fueran retirados los escombros. La restauración de la subestación eléctrica Con Ed, era una prioridad urgente para suplir de energía las demandas del Bajo Manhattan. Debido a que el 7 WTC estaba separado de las 6.5 hectáreas del complejo World Trade Center y a que Larry Silverstein requería de la sola aprobación de las autoridades portuarias, la reconstrucción pudo avanzar rápidamente. El 7 WTC no estaba incluido en el plan original del World Trade Center, hecho por Daniel Libeskind, pero fue diseñado por Skidmore, Owings & Merrill, bajo la dirección de David Childs, que en gran manera rediseñó el edificio de la Freedom Tower.
Una vez finalizada la subestación de energía en octubre de 2003, los trabajos de la torre de oficinas avanzaron con rapidez. Un enfoque excepcional fue utilizado al construir el nuevo edificio, ya que fue erigido el marco de acero antes de añadir el núcleo central de hormigón. Gracias a ello, la reconstrucción se redujo a unos pocos meses. La construcción se completó en el 2006, con un coste de 700 millones de dólares. Aunque Silverstein recibió 861 millones de dólares del seguro del edificio, tenía una deuda hipotecaria de 400 millones de dólares aún por saldar. El coste de la reconstrucción fue cubierto con 475 millones de dólares del Liberty Bonds, que proporcionó una financiación libre de impuestos para ayudar a estimular la reconstrucción del Bajo Manhattan. El dinero sobrante del seguro sirvió después para cubrir otros gastos.
Se creó un nuevo parque triangular de 1400 m², entre la prolongación de la calle Greenwich y West Broadway, diseñado por David Childs con Ken Smith y su colega Annie Weinmayr, de Ken Smith Landscape Architect. El parque consiste en una plaza central, con una fuente, flanqueadas de árboles liquidambar y arbustos buxus. Cuando la temporada cambia, los colores en el parque también cambian, proporcionando un complemento natural de las torres adyacentes. En el centro de la fuente, el escultor Jeff Koons creó Balloon Flower (Red), una obra con un espejo encerado de acero inoxidable que representa un globo torcido en forma de flor.

### Inauguración del edificio
El edificio fue inaugurado oficialmente la noche del 23 de mayo de 2006, con un concierto gratuito en el que intervinieron Suzanne Vega, Citizen Cope, Bill Ware Vibes, Brazilian Girls, Ollabelle, Pharaoh's Daughter, Ronan Tynan (de Irish Tenors) y, como invitado especial, Lou Reed. Antes de la apertura, en marzo de 2006, el frente del nuevo 7 WTC y el vestíbulo fueron usados en el rodaje de la película Perfect Stranger, protagonizada por Halle Berry y Bruce Willis.

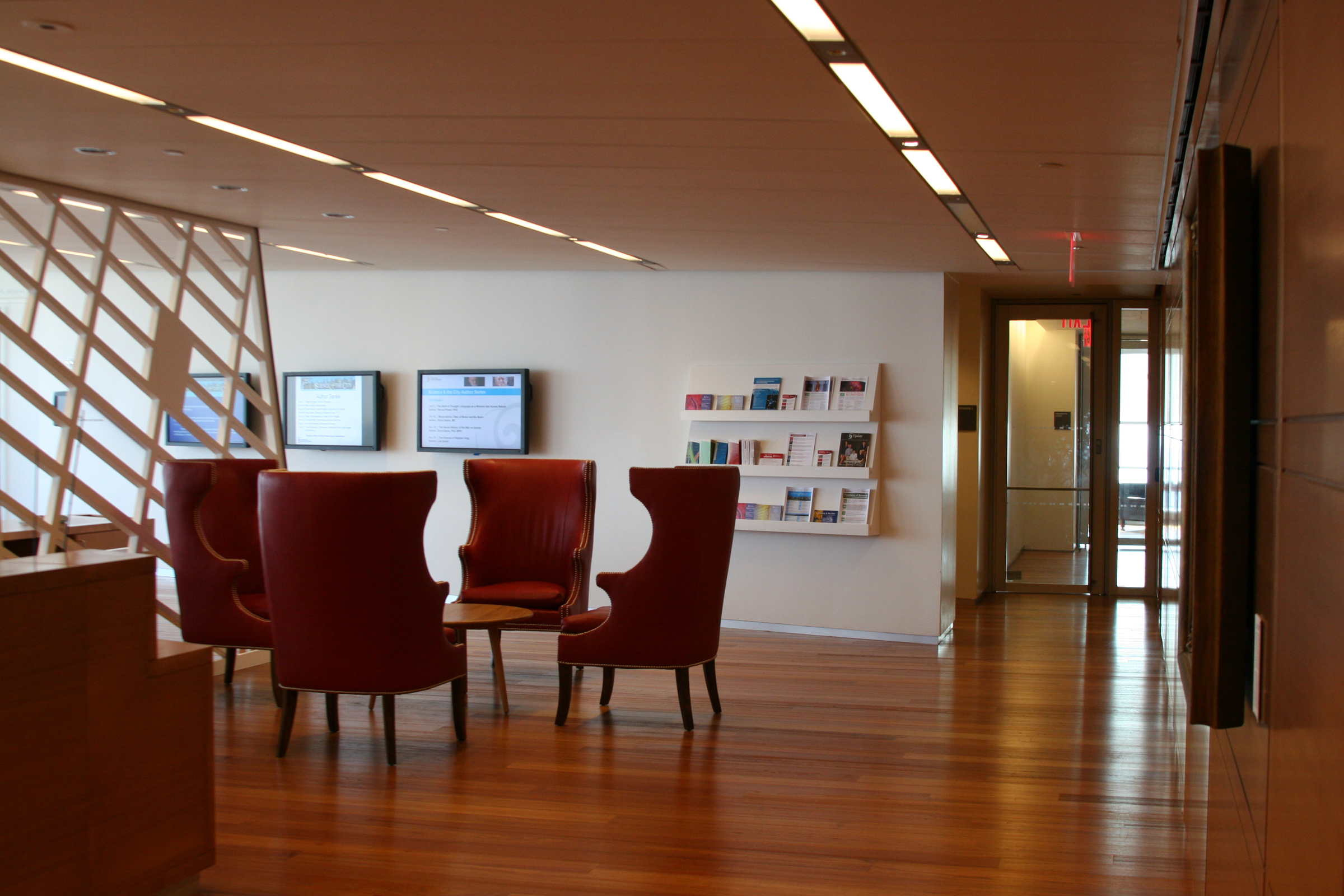
El vestíbulo de la Academia de Ciencias de Nueva York en la planta 40.ª.

Inaugurado el edificio, varias plantas altas aún sin alquilar han sido usadas para diferentes eventos, como almuerzos de caridad, shows de moda y galas formales. Silverstein Properties permitió el uso de estos espacios para esos eventos como medio para atraer personas a ver el edificio. Desde el 8 de septiembre hasta el 7 de octubre de 2006, se pudo ver el trabajo del fotógrafo Jonathan Hyman, una exposición libre llamada «An American Landscape» («Un paisaje norteamericano»), auspiciada por la «World Trade Center Memorial Foundation» y el 7 WTC. Las fotografías capturan la respuesta de la gente en Nueva York y a través de los Estados Unidos después del ataque del 11 de septiembre de 2001. La exposición tuvo lugar en la planta 45.ª, mientras el espacio permanecía libre para alquilar.

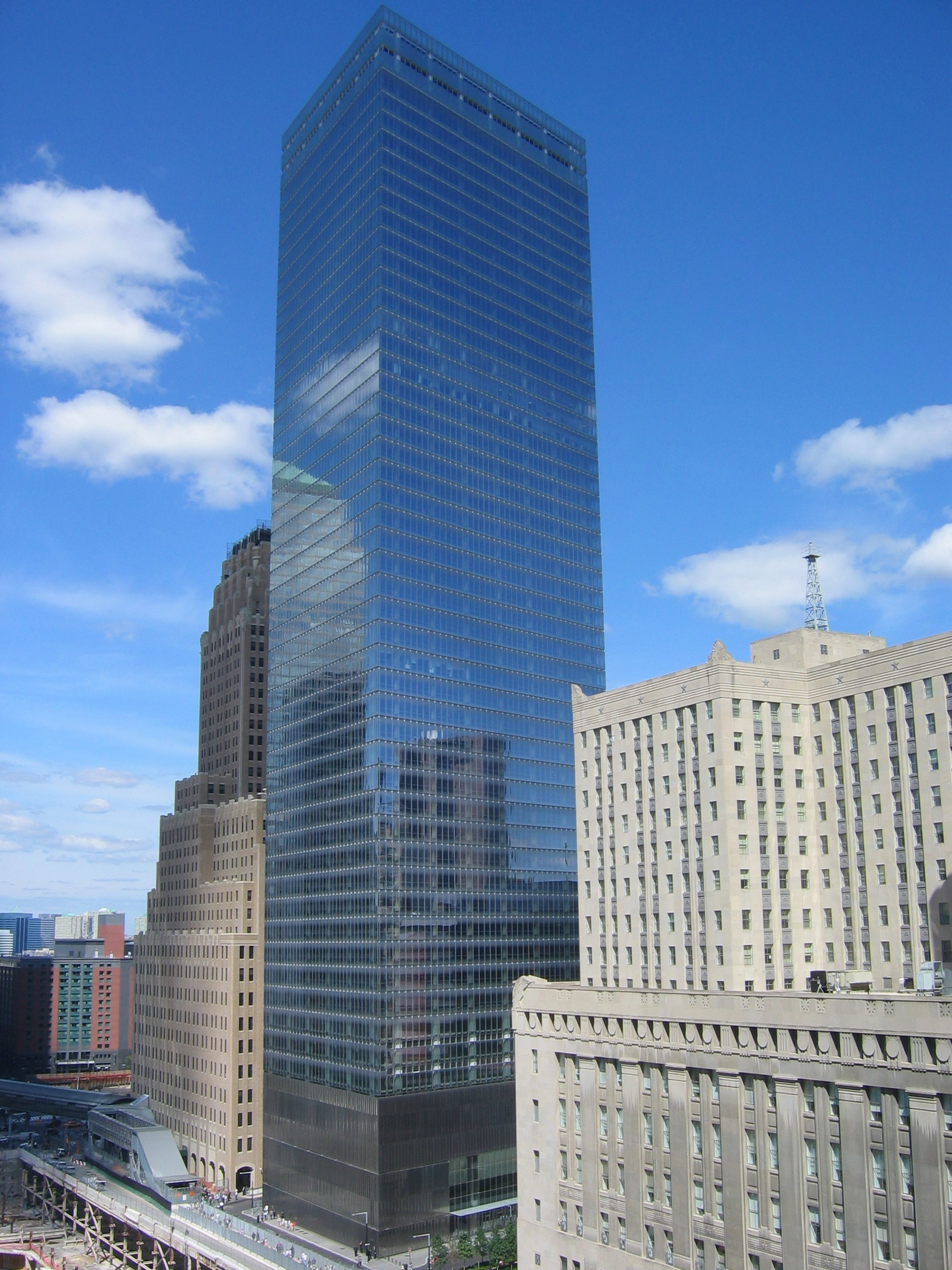
El 7 WTC en septiembre de 2006, pocos meses después de ser inaugurado.

En marzo de 2007 el 60% del edificio ya había sido alquilado. En septiembre de 2006, Moody's firmó un contrato de alquiler de 15 plantas del 7 WTC, por un período de 20 años. Otros arrendatarios del 7 WTC, a mayo de 2007, son ABN Amro, Ameriprise Financial Inc., Darby & Darby P.C., Mansueto Ventures LLC, publicadores de negocios de Fast Company, la revista Inc., y la Academia de Ciencias de Nueva York.
El espacio ocupado por Mansueto Ventures ha sido diseñado para usar la máxima cantidad de luz natural y tiene un diseño de planta libre. El espacio usado por la Academia de Ciencias de Nueva York en la planta 40.ª, diseñado por H3 Hardy Collaboration Architecture, trabaja con la forma de paralelogramo del edificio. Manteniendo el diseño verde de la torre, el NYAS usa materiales reciclados en muchos muebles de oficina, tiene zonas divididas de calefacción y enfriamiento, y luces que detectan el movimiento, apareciendo automáticamente solo cuando hay personas presentes y ajustándose de acuerdo a la salida del sol.
Silverstein Properties tiene también oficinas en el 7 WTC, espacio usado por las firmas de arquitectos e ingenieros que trabajan en los edificios de la Freedom Tower, 150 Greenwich Street, 175 Greenwich Street y 200 Greenwich Street. En julio de 2007, los espacios aún disponibles eran las diez plantas más altas y las plantas 35.ª a la 37.ª.